# Le Rebouteux
Pour plus de détails, voir Fiche technique et Distribution.
Le Rebouteux (Znachor) est un film polonais réalisé par Michał Waszyński, sorti en 1937.
Il s'agit de la première adaptation cinématographique du roman Znachor de Tadeusz Dołęga-Mostowicz. Une deuxième version (Znachor) est sortie en 1982, puis une troisième adaptation (Le Remède à l'oubli) en 2023.

## Fiche technique
- Titre : Le Rebouteux
- Titre original : Znachor
- Réalisation : Michał Waszyński
- Scénario : Anatol Stern
- Pays d'origine :  Pologne
- Production : Feniks (Pologne)
- Producteur :
- Directeur de la photographie : Albert Wywerka
- Décors : Jacek Rotmil et Stefan Norris
- Musique originale : Henryk Wars
- Son :
- Montage :
- Format :
- Durée : 1h 40 min
- Dates de sortie : 
  -  Pologne : 16 septembre 1937
  -  États-Unis : 20 février 1938
  -  France : 20 octobre 1938

## Distribution
- Kazimierz Junosza-Stępowski : professeur Rafał Wilczur
- Elżbieta Barszczewska : Beata, épouse du professeur / Marysia Wilczurówna
- Witold Zacharewicz : Leszek Czyński
- Mieczysława Ćwiklińska
- Józef Węgrzyn : docteur Dobraniecki
- Wojciech Brydziński : père de Leszek
- Wanda Jarszewska : mère de Leszek
- Romuald Gierasieński
- Marian Wyrzykowski
- Stefan Hnydziński
- Hanna Różańska
- Stanisław Grolicki
- Włodzimierz Łoziński : Wasyl
- Helena Zarembina : Michalesia
- Tadeusz Frenkiel : docteur Pawlicki
- Helena Buczyńska
- Halina Marska
- Jacek Woszczerowicz
- Michał Halicz
- Ryszard Misiewicz
- Julian Krzewiński
- Józef Maliszewski
- Artur Socha
- Zygmunt Biesiadecki
- Tadeusz Mergel
- Mieczysław Borowy
- Irena Grywiczówna
- Eugeniusz Koszutski
- Jerzy Sulima-Jaszczołt
- Franciszek Dominiak
- Jerzy Rygier
- Stanisław Jaworski
- Stanisław Woliński